# Over Time-オーバー・タイム
『Over Time-オーバー・タイム』は、1999年1月4日から3月22日まで毎週月曜日21:00 - 21:54に、フジテレビ系の「月9」枠で放送された日本のテレビドラマ。主演は反町隆史と江角マキコ。

## 概要
本作は、当時すでに『GTO』『ショムニ』というヒット作でそれぞれ連続ドラマ単独主演を果たしていた反町隆史と江角マキコの両者を主演に据えたラブストーリーである。反町の月9枠の主演は『ビーチボーイズ』以来であり、江角の同枠は初出演であり初主演でもある。二人の共演は『GTO』の第11話以来である。また、CMで人気急上昇中であった田中麗奈は本作が連続ドラマ初出演。なお、オーバー・タイムとは作中に登場するバーの名前であるが、延長戦の意味もあることから、「人生の延長戦」という本作のテーマも表現している。出産と育児のため脚本執筆を休業していたヒットメーカー・北川悦吏子の復帰作である。
1999年6月17日に全4巻でVHS化後、DVD化が実現していなかったが、2010年8月18日にDVD-BOXが発売された。

## ストーリー
全然男に縁のない美容師の笠原夏樹（江角マキコ）は、春子（西田尚美）、冬美（石田ゆり子）という友人と、女3人で寂しくも楽しい共同生活をしている。彼女たちが北海道にスキー旅行に行った際に、夏樹はカメラマンの楓宗一郎（反町隆史）と知り合う。お互い気まずい思いをしただけで別れた2人であったが、東京に戻った夏樹たちの家に、ミスを犯して東京本社の閑職に左遷された宗一郎がころがりこんでくる。宗一郎は春子の弟だったのだ。お互いを恋愛対象とは考えていなかった夏樹と宗一郎だが、北海道での宗一郎のミスの原因となった女子大生・なずな（木村佳乃）の上京、夏樹のかつての片想いの相手である医師・龍彦（椎名桔平）との再会を経て、2人の関係は思わぬ方向に転がっていく。
恋と友情のはざまで揺れ動く男女の心情を描いたラブストーリー。

## キャスト
楓 宗一郎（かえで そういちろう）〈25〉
演 - 反町隆史
本作の主人公で、春子の弟。春子との兄弟仲は良好で、春子、夏樹、冬美と同居している。職業はカメラマン。物語序盤でなずなにコートをかけてあげたことがきっかけでなずなと付き合い始めたがすれ違いが生じ、別れた。
なずなと別れたことがきっかけで夏樹と性行為をしてしまい、のちのそれが仇となる。
夏樹を久我と結婚をさせるために、夏樹に嫌われるようなことばかりしてしまう（夏樹のことを襲うなど）。
新聞社に契約社員として勤務していたが、新聞社をリストラされ以降はフリーに。
笠原 夏樹（かさはら なつき）〈29〉
演 - 江角マキコ
本作のもうひとりの主人公で、春子、冬美と同居している。彼氏いない歴26年。職業は美容師。宗一郎とは、北海道のホテルで出会う。
春子の取材のアシスタントとして、病院に取材に行ったことがきっかけで、中学時代の家庭教師で初恋相手である久我と再会する。それがきっかけで久我と付き合い始める。だが、久我が結婚する気がないと言ったこと、久我がニューヨークに行くことになったことで久我と別れることになる。その後宗一郎と性行為をしてしまう。後に久我が帰ってきてプロポーズされたものの、宗一郎と性行為をしてしまったことや自分の気持がわからなくなったため、久我と結婚するのを最初は断ったものの、宗一郎に背中を押され結婚する。
宗一郎は「大切な友達であり、自分の弟のようだ」と発言している（神様に産んでくれたことを感謝しているとも発言）。
倉田 なずな（くらた なずな）〈21〉
演 - 木村佳乃
宗一郎の元彼女。1話で宗一郎がコートを掛けてくれたことで付き合い始めた。
最初はとても仲が良かったものの、宗一郎が会社をクビになることを夏樹のみに言ったことで、仲がこじれていった。
利奈が宗一郎に宛てた手紙（さっきは抱きしめてくれてありがとう。という文章）を読んだことがきっかけで宗一郎と喧嘩をしてしまう。
一度冷却期間を設けることとなるものの、最終的には宗一郎と別れることとなる。
その後は、ハンバーガーショップでバイトしていたが、バイトを辞め、東京青葉病院の栄養士として雇用された。
夏樹が久我と結婚し宗一郎が失恋した際は、宗一郎のことを慰めた。
小林と仲が良く、恋の相談を良くしていた。
遠藤 和也（えんどう かずや）〈23〉
演 - 加藤晴彦
宗一郎の後輩。冬美の相談相手をしていた。後に冬美と付き合い始め冬美が妊娠したことをきっかけに結婚することとなる。
最終回で結婚式をあげ、冬美の夫となった。
楓 春子（かえで はるこ）〈27〉
演 - 西田尚美
宗一郎の姉で、宗一郎、夏樹、冬美と同居している。職業はフリーのライターで、趣味でミステリー小説を執筆しているが、コンクールでは落選続き。彼氏はいない。（ちなみに、モテたピークは、小3〜小4）
宗一郎との仲は良好である。
小林 裕貴（こばやし ゆうき）〈23〉
演 - 伊藤英明
宗一郎の後輩で、なずなの恋の相談相手。
冬美と遠藤の結婚式では、司会を務めている。
真鍋 響（まなべ ひびき）〈25〉
演 - 星野有香
看護師。久我のことが好き。
鶴町 冬美（つるまち ふゆみ）〈28〉
演 - 石田ゆり子
宗一郎、春子、夏樹と同居している。自称：恋の神様。
夏樹の恋愛の相談相手をしている。
城山と不倫していたものの、偽装自殺事件を起こし、城山と別れた。
その後、遠藤に恋の相談をするようになり、それがきっかけで付き合い始めることになる。
物語終盤で妊娠が発覚し、遠藤と結婚することになる。
最終回でで結婚式を挙げ、夏樹がアメリカに渡る際に、ベールをプレゼントしている。
久我 龍彦（くが たつひこ）〈35〉
演 - 椎名桔平
医者。昔、家庭教師をしていた夏樹と再会し、付き合い始めた。
昔一度結婚するも離婚し、前妻との間に娘が一人いる。
夏樹のことが好きなものの、一回結婚に失敗しているためか「結婚する気がない」と告げる。
一度ニューヨークに行くことになり、夏樹と別れたが、ニューヨークから一時帰国した際、夏樹にプロポーズをし、一度は断られたものの、結局は結婚することになり、一緒にニューヨークに渡った。
神谷 利奈（かみや りな）
演 - 田中麗奈（第5話 - 第7話）
久我の患者。久我に反抗的な態度を取っていたが、宗一郎と会ったことで少し心情が変化する。
一回、宗一郎のカメラをわざと壊したものの、宗一郎は怒っていない。
また、後に宗一郎に「抱きしめてくれてありがとう」という手紙を出したが、これが原因でなずなと宗一郎は別れている。
城山 豊（しろやま ゆたか）
演 - 羽場裕一（第1話 - 第5話）
冬美の不倫相手だったが、仲のすれ違いで別れた。
冬美と別れた後、会社のパーティーに妻子を連れてきている。

### スタッフ
- 制作
  - 脚本 - 北川悦吏子
  - 音楽 - 武部聡志
  - 演出 - 武内英樹／永山耕三／羽住英一郎
  - 主題歌 - the brilliant green「そのスピードで」
  - 挿入歌
    - 山口由子「believe」、「Sunday Morning Lovers」
    - the brilliant green「長いため息のように」
    - スピッツ「楓」

  - 協力プロデュース - 東海林秀文
  - 企画 - 亀山千広
  - 編成 - 石原隆
  - 広報 - 石田卓子
  - スチール - 青木操生
  - CG - ケネックジャパン
  - タイトル - 山形憲一
  - エキストラ - 牛草雅仁
  - 車輌 - 後藤浩明／吉田庸／石島雄二／都丸幸典／川畑徳郎
  - 特機 - 滝本敬介
  - 演出補 - 羽住英一郎／刑部俊哉／七高剛／高木健太郎／成田岳／北原ゆき
  - スケジュール - 三篠広樹
  - 制作担当 - 中山裕隆
  - 制作主任 - 西島豊／福島昭二郎／吉田知弘
  - 制作デスク - 小笠原幸恵／石毛富美子
  - 記録 - 内田照代／渡辺美恵／馬場徳子
  - プロデュース - 高井一郎
  - プロデューサー補 - 斉藤あや／泉孝枝
  - 制作 - フジテレビ第一制作部
- 技術
  - 技術プロデュース - 佐々木俊幸／石井勝浩
  - TD - 木村祐一郎
  - 撮影 - 川越一成／竹山有紀子／玉木政成／大石弘宣／岡田博文／船橋正成
  - CA - 篠田忠史／宇佐見佳人／檜山賢一郎／浜田麻里／廿楽知美
  - 照明 - 米田俊一／山口崇／清喜博二／草刈幸正／田中健一／佐々木薫
  - 音声 - 小池利幸／渡部満裕／古館勢市／錦織将彦
  - 映像 - 鈴木康公
  - VTR - 安藤直哉
  - 空撮カメラ - 二見健二
  - 空撮VE - 皆川慶助
  - 編集 - 落合英之
  - ライン編集 - 大方泉／人見文野
  - MA - 亀山貴之
  - 選曲・音響効果 - 大貫悦男／土井隆昌
  - 技術デスク - 松下真史
  - スタジオ担当 - 中村彰
- 美術
  - 美術プロデュース - 重松照英
  - デザイン - 棈木陽次
  - 美術進行 - 森田誠之
  - 大道具 - 今田太一／和泉吉幸
  - 大道具製作 - 比留間正幸
  - 建具 - 船岡英明
  - 装飾 - 橋本裕之／福田健太郎／木下堅善／佐藤純／根本直樹
  - 持道具 - 清家正文
  - 衣装 - 高津勝仁／岡田恵／中村忍
  - スタイリスト - 白山春久／堀井香苗／西ゆり子／関けい子
  - メイク - 塩幡万里子／佐藤宏恵
  - 視覚効果 - 中溝将彦
  - 電飾 - 井野岡利保／新井俊亘
  - アクリル装飾 - 村山敏春
  - 生花装飾 - 相原るみ子
  - 植木装飾 - 原利安

## 受賞歴
- 第20回ザテレビジョンドラマアカデミー賞[2][3]
  - 助演女優賞（石田ゆり子）
  - 新人俳優賞（田中麗奈）

## 放送日程
| 各話                                                       | 放送日        | サブタイトル     | 演出       | 視聴率 |
| ---------------------------------------------------------- | ------------- | ---------------- | ---------- | ------ |
| 第1話                                                      | 1999年1月04日 | （なし）         | 武内英樹   | 20.4%  |
| 第2話                                                      | 1999年1月11日 | 恋する二人       | 武内英樹   | 21.9%  |
| 第3話                                                      | 1999年1月18日 | 秘密のデート     | 永山耕三   | 21.8%  |
| 第4話                                                      | 1999年1月25日 | 大人のキス       | 永山耕三   | 21.6%  |
| 第5話                                                      | 1999年2月01日 | キスの温度       | 武内英樹   | 18.6%  |
| 第6話                                                      | 1999年2月08日 | 許せない関係     | 武内英樹   | 21.0%  |
| 第7話                                                      | 1999年2月15日 | ずっと淋しかった | 永山耕三   | 20.2%  |
| 第8話                                                      | 1999年2月22日 | 急接近           | 羽住英一郎 | 20.0%  |
| 第9話                                                      | 1999年3月01日 | まちがい         | 永山耕三   | 18.1%  |
| 第10話                                                     | 1999年3月08日 | 寝てしまった…    | 武内英樹   | 19.3%  |
| 第11話                                                     | 1999年3月15日 | 最後の告白       | 永山耕三   | 20.7%  |
| 最終話                                                     | 1999年3月22日 | 予期せぬ結末     | 武内英樹   | 18.8%  |
| 平均視聴率 20.2%（視聴率は関東地区・ビデオリサーチ社調べ） |               |                  |            |        |